# Wickhampton
Wickhampton är en by i civil parish Freethorpe, i distriktet Broadland, i grevskapet Norfolk i England. Byn är belägen 5 km från Acle. Wickhampton var en civil parish fram till 1935 när blev den en del av Freethorpe. Civil parish hade 107 invånare år 1931. Byn nämndes i Domedagsboken (Domesday Book) år 1086, och kallades då Wichamtuna/Wichhamtun.